# Bilawal Bhutto Zardari
Bilawal Zardari, född 21 september 1988 i Karachi, är en pakistansk politiker och ordförande för Pakistans största parti, Pakistans folkparti, sedan 30 december 2007. Han är son till Benazir Bhutto och hennes make Asif Ali Zardari, och dotterson till Zulfikar Ali Bhutto.